# Acrosymphytales
Ordre
L'ordre des Acrosymphytales est un ordre d'algues rouges de la sous-classe des Rhodymeniophycidae, dans la classe des Florideophyceae. 

## Liste des familles
Selon AlgaeBase (1 août 2012) et World Register of Marine Species (1 août 2012) :
- famille des Acrosymphytaceae S.C.Lindstrom

Selon NCBI (1 août 2012) :
- famille des Acrosymphytaceae
  - genre Acrosymphyton